# Чемпионат СССР по хоккею с шайбой 1955/1956 (составы)
Составы команд, участвовавших в чемпионате СССР по хоккею с шайбой 1955/56.

## 1. ЦСК МО
Вратари: Григорий Мкртычан, Николай Пучков.

Защитники: Михаил Рыжов (3 гола), Генрих Сидоренков (7), Николай Сологубов (5), Иван Трегубов (8), Дмитрий Уколов (2).

Нападающие: Вениамин Александров (18), Евгений Бабич (9), Юрий Баулин (19), Всеволод Бобров (0 — травмирован), Владимир Брунов (3), Владимир Елизаров (18), Александр Комаров (12), Юрий Копылов (27), Константин Локтев (17), Юрий Пантюхов (25), Валентин Сенюшкин (5), Александр Черепанов (17), Виктор Шувалов (21).

Старший тренер: Анатолий Тарасов.

## 2. «Крылья Советов»
Вратари: Борис Запрягаев, Юрий Овчуков.

Защитники: Анатолий Кострюков, Альфред Кучевский (1), Александр Прилепский (6), Борис Седов (6), Анатолий Сорокин (3).

Нападающие: Михаил Бычков (30), Юрий Волков (5), Владимир Гребенников (46), Евгений Грошев (4), Алексей Гурышев (36), Анатолий Киселёв (4), Пётр Котов (5), Сергей Митин (21), Виктор Пряжников (15), Николай Хлыстов (22), Юрий Цицинов.

Старший тренер: Владимир Егоров.

## 3. «Динамо»
Вратари: Карл Лиив, Александр Осмоловский.

Защитники: Николай Алексушин (4), Павел Жибуртович (2), Николай Карпов (1), Виталий Костарев (2), Виктор Тихонов, Олег Толмачёв (1).

Нападающие: Василий Аксёнов (5), Анатолий Егоров (6), Юрий Крылов (21), Валентин Кузин (10), Виктор Никифоров (7), Владимир Новожилов (19), Вячеслав Орчаков, Борис Петелин (12), Станислав Петухов (1), Александр Солдатенков (9), Александр Уваров (15), Валентин Чистов (17).

Старший тренер: Аркадий Чернышёв.

## 4. ДО Ленинград
- вр Литовко, Станислав Яковлевич
- вр Пецюкевич, Валериан Устинович
- защ Баев, Пётр Семёнович
- защ Волков, Евгений Александрович
- защ Жоголь, Анатолий Иосифович
- защ Манеев, Николай Михайлович
- защ Никифоров, Альберт Владимирович
- нап Антонов, Алексей
- нап Барышев, Виктор
- нап Бекяшев, Беляй Абдуллович
- нап Викторов, Анатолий Семёнович
- нап Елесин, Виктор Иванович
- нап Иванов, Иван Михайлович
- нап Погребняк, Владимир Владимирович
- нап Сальников, Сергей Иванович
- нап Фёдоров, Константин Егорович
- нап Фирсов, Юрий Георгиевич
- Старший тренер: Анатолий Викторов

## 5. «Авангард» Челябинск
- вр Кокшаров, Николай Павлович
- вр Уланов, Николай Николаевич
- защ Глушков, Борис Павлович
- защ Поляков, Эдуард Николаевич
- защ Соколов, Борис Николаевич
- защ Сорокин, Олег Михайлович
- защ Сысоев, Борис Иванович
- нап Документов, Рудольф Николаевич
- нап Захаров, Николай Иванович
- нап Иванов, Геннадий Иванович
- нап Каравдин, Владимир Петрович
- нап Киселёв, Владимир Борисович
- нап Курбатов, Владимир Васильевич
- нап Мишин, Лев Павлович
- нап Мурашов, Владимир Гаврилович
- нап Ольков, Анатолий Иванович
- нап Соколов, Виктор Евгеньевич
- нап Шаболдин, Юрий Константинович
- Старший тренер: Сергей Захватов

## 6. «Даугава»
- вр Опитс, Улдис Карлович
- вр Спундиньш, Имант
- защ Богданов, Сергей Яковлевич
- защ Витолиньш, Харий Юрьевич
- защ Егерс, Альфонс Фрицевич
- защ Крастыньш, Гунарс Арнольдович
- защ Лея, Арно
- нап Баурис, Элмар Альфредович
- нап Браунс, Арнольд Индрихович
- нап Буртниекс, Вилнис Артурович
- нап Курмелис, Херманис
- нап Латынцев, Анатолий Филиппович
- нап Огерчук, Лев Андреевич
- нап Ронис, Карлис
- нап Салцевич, Зигвард
- нап Фирсов, Михаил Яковлевич
- нап Шульманис, Вальдемар Вилисович
- Старший тренер: Эдгарс Клавс

## 7. «Авангард» Ленинград
- вр Казаков, Виктор Иванович
- вр Котов, Олег
- защ Басюра, Леонид Петрович
- защ Никифоров, Лев Александрович
- защ Татьков, Евгений Иванович
- защ Шкодин, Виктор
- нап Антонов, Юрий Евгеньевич
- нап Бунин, Анатолий Степанович
- нап Быстров, Валентин Александрович
- нап Горевалов, Анатолий Александрович
- нап Комаров, Юрий Николаевич
- нап Лапин, Франц Иванович
- нап Морозов, Виктор Алексеевич
- нап Субботин, Евгений Владимирович
- нап Тараканов, Александр Иванович
- Старший тренер: Владимир Лапин

## 8. «Спартак» Москва
- вр Кучеренков, Валентин Викторович
- вр Чепыжев, Василий Ермилович
- защ Зотов, Николай Фёдорович
- защ Леонов, Револьд Александрович
- защ Машков, Виктор Иванович
- защ Молотков, Анатолий Александрович
- защ Нилов, Николай Владимирович
- защ Синицын, Евгений Николаевич
- нап Ганусаускас, Зенонас Аполинарас
- нап Захаров, Валентин Алексеевич
- нап Корнеев, Александр Александрович
- нап Кравченко, Юрий Борисович
- нап Майоров, Борис Александрович
- нап Мальцев, Владимир Михайлович
- нап Паршин, Николай Михайлович
- нап Сергеев, Владимир Михайлович
- нап Скибинский, Валентин Афанасьевич
- нап Степанов, Леонид Николаевич
- нап Хомяков, Виктор Владимирович
- нап Шуленин, Владимир Васильевич
- Старший тренер: Анатолий Сеглин

## 9. ДК имени К. Маркса
- вр Ёркин, Евгений Михайлович
- вр Королёв, Александр Лаврентьевич
- вр Смирнов, Владимир Александрович
- защ Глыбин, Михаил
- защ Ильин, Станислав Алексеевич
- защ Мжачих, Алексей Васильевич
- защ Сафронов, Алексей Степанович
- защ Хороводников, Евгений Борисович
- нап Андрияхин, Владимир Дмитриевич
- нап Грачёв, Виктор Иванович
- нап Ефремов, Владимир
- нап Коровкин, Владимир Данилович
- нап Курицын, Владимир Иванович
- нап Лядухин, Валентин Георгиевич
- нап Мурашкин, Юрий Павлович
- нап Назин, Василий Андреевич
- нап Сайфетдинов, Рашид Абдулхакович
- нап Хулапов, Юрий Иванович
- Старший тренер: Валентин Лютиков

## 10. «Динамо» Новосибирск
- вр Бубенец, Вячеслав Васильевич
- вр Лопатин, Владимир Михайлович
- вр Терликов, Борис Михайлович
- защ Алешкович, Адий Борисович
- защ Бирюлинцев, Анатолий Павлович
- защ Нагих, Владимир Тимофеевич
- защ Паньков, Юрий Николаевич
- защ Радаев, Геннадий Николаевич
- защ Шевченко, Анатолий Егорович
- нап Вяткин, Сергей
- нап Ивлев, Владимир
- нап Картавых, Виктор Макарович
- нап Кузьмин, Владимир Васильевич
- нап Овчинников, Георгий Петрович
- нап Поляшов, Анатолий
- нап Пономарёв, Виктор Александрович
- нап Стаин, Виталий Иванович
- нап Тархов, Юрий Павлович
- нап Швецов, Александр Яковлевич
- нап Щемелинский, Владимир Тимофеевич
- Старший тренер: Юрий Паньков

## 11. «Спартак» Свердловск
- вр Илюхин, Вячеслав Николаевич
- вр Севостьянов, Александр
- вр Чекасин, Павел
- вр Шумков, Владимир Георгиевич
- защ Баев, Александр Вениаминович
- защ Кауров, Василий
- защ Крачевский, Иван Яковлевич
- защ Тюрин, Владимир
- защ Чистяков, Геннадий Григорьевич
- защ Язовских, Александр Андреевич
- нап Горбунов, Юрий Аркадьевич
- нап Ноговицын, Евгений Лазаревич
- нап Плотников, Алексей Ильич
- нап Сааль, Юрий Александрович
- нап Семкин, Геннадий Александрович
- нап Уфимцев, Сергей Васильевич
- нап Цвиклич, Валерий Томасович
- нап Чаринцев, Альфред Эльмарович
- нап Шкляев, Владимир Авенирович
- нап Шкляев, Юрий Авенирович
- Старший тренер: Иван Крачевский

## 12. «Торпедо»
- вр Коноваленко, Виктор Сергеевич
- вр Курицын, Сергей Иванович
- вр Максимов, Юрий
- защ Гонзов, Юрий Николаевич
- защ Кудряшов, Владимир Данилович
- защ Солодов, Владимир Сергеевич
- защ Цедилин, Михаил Семёнович
- защ Шиленков, Леонид Николаевич
- нап Волков, Леонид Иванович
- нап Дубинин, Анатолий Петрович
- нап Ермольев, Александр Михайлович
- нап Ишин, Владимир Владимирович
- нап Колокольников, Олег Николаевич
- нап Крутов, Геннадий Георгиевич
- нап Крыгин, Геннадий Петрович
- нап Марычев, Юрий Павлович
- нап Немчинов, Борис Иванович
- нап Сахаровский, Роберт Серафимович
- нап Титкин, Константин Фёдорович
- нап Трякин, Алексей Алексеевич
- нап Фирсов, Юрий Георгиевич
- нап Халаичев, Лев Феоктистович
- нап Шичков, Игорь Алексеевич
- Старший тренер: Дмитрий Богинов

## 13. «Химик»
- вр Будылкин, Константин Павлович
- вр Николаев, Иван Алексеевич
- защ Афанасьев, Александр Гаврилович
- защ Брежнев, Владимир Анатольевич
- защ Иванов, Эдуард Георгиевич
- защ Кашаев, Александр Иванович
- защ Квасников, Станислав Александрович
- защ Наумов, Анатолий Николаевич
- защ Сысоев, Борис Иванович
- нап Глебов, Виктор
- нап Гримм, Константин Сергеевич
- нап Громов, Юрий Фёдорович
- нап Егоров, Евгений Дмитриевич
- нап Ефимов, Владимир Иванович
- нап Зайцев, Юрий Григорьевич
- нап Климович, Виктор Порфирьевич
- нап Кутелев, Александр Иванович
- нап Мискин, Владимир Иванович
- нап Николаев, Юрий Никанорович
- нап Уткин, Валентин Павлович
- нап Чуднов, Лев Викторович
- нап Чуриков, Борис Иванович
- Старший тренер: Николай Эпштейн

## 14. «Локомотив»
- вр Брыков, Виктор Николаевич
- вр Волчок, Игорь Семёнович
- вр Титов, Владимир
- защ Астапов, Леонид Васильевич
- защ Богородицкий, Виталий Николаевич
- защ Орехов, Михаил Михайлович
- защ Поляков, Олег
- защ Попов, Игорь
- защ Спиркин, Борис Николаевич
- защ Черников, Иван Васильевич
- нап Артемьев, Виталий Сергеевич
- нап Кушнир, Илья
- нап Лебедев, Юрий Николаевич
- нап Михеев, Анатолий Александрович
- нап Окунев, Владимир Фёдорович
- нап Пчелинцев, В.
- нап Ржевцев, Михаил Михайлович
- нап Снетков, Николай Афанасьевич
- нап Цыплаков, Виктор Васильевич
- нап Чумичкин, Юрий Николаевич
- нап Якушев, Виктор Прохорович
- Старший тренер: Леонид Астапов

## 15. «Буревестник» Москва
- вр Ханбекян, Анатолий Джекович
- защ Ватутин, Анатолий Николаевич
- защ Воейков, Владимир Георгиевич
- защ Лангауз, Юрий
- защ Михайлов, Евгений
- защ Попов, Леонид
- защ Сараев, Борис Анатольевич
- нап Баранов, Вадим Алексеевич
- нап Бобылев, Лев
- нап Глухов, Юрий Иванович
- нап Гончаров, Владимир Николаевич
- нап Зайцев, Владимир
- нап Куликов, Виктор Иванович
- нап Молчанов, Анатолий
- нап Орлов, Владимир Алексеевич
- нап Павлов, Анатолий
- нап Погорелов, Николай
- нап Разин, А.
- нап Римский, Игорь
- нап Савин, Валентин Павлович
- нап Сапежко, Борис
- нап Толчинский, Владимир Исаакович
- Старший тренер: Александр Афонькин